# 長坂真護
長坂 真護（ながさか まご、1984年8月10日 - ）は、日本の社会活動家・アーティストである。福井県福井市出身。現在、MAGO CREATIONの代表取締役を務めている。

## 略歴
同氏は歌手になるために東京に出る口実として入った文化服装学院のアパレルデザイン科でファッションのデザインを学んでいたといい、卒業制作のファッションコンテストでは最終選考に残るほどの実績を有していたという。
その後、新宿のホストクラブで働き始め、最初こそは100万円ほどの借金を作ってしまったものの、その後1番に上り詰め、3000万円の貯金を持って辞職している。
そこで稼いだお金で資本金3000万円ほどのアパレルの企業を設立するも、雇用した外部スタッフに騙されて1000万円ほどに負債が膨れ上がり、2009年に自身の経営する会社が倒産し、借金を抱えて年収100万円以下の路上アーティストとして活動していた。
その後も、戦争反対を掲げた作品などを販売していたが、パリ同時多発テロ事件を受けて自身の社会的な存在意義について考え始めた。その後、商業施設用のクリスマス作品を手掛けた際に、12月25日を過ぎると産業廃棄物として処理されてしまったという出来事から「消費」などについて考え始める。
2016年、同氏は1人の少女がゴミの山でゴミを持っている報道写真を雑誌『Forbes』で見て興味を持ち、アグボグブロシーの存在などを知り、同年6月に「世界最大級の電子機器の墓場」という別名を持つガーナのスラム街「アグボグブロシー」を訪れ、1日500円程度の日当で先進国が投棄した電子機器を燃やして生活する人々を見て、アートで先進国に対してアグボグブロシーの惨状を伝えることを決意している。
2018年に帰国後、「美術は人を救うためにある、ガーナのスラム街を訪れて」展でスラム街の人々を題材として制作した作品が1500万円で売れた。この際、現地の人たちに帰る前に「俺たちは死にたくない。ガスマスクを持ってきて」などと言われたことから、現在までに850個のガスマスクを届けている。
その後も、アグボグブロシーのゴミを使ったアートを作り続け、その利益をガーナに返還する行動を続けたという。
また、2018年には現地にスラム街初となる無料の学校「MAGO ART AND STUDY」を建設している。
2019年には、アグボグブロシーでスラム街初となる文化施設となる電子廃棄物美術館「MAGO E-Waste Museum」を開館しており、2020年にはエミー賞を受賞している映画監督カーン・コンウィザーが彼がMAGO E-Waste Museumを作るまでの53日間を追ったドキュメンタリー『Still A Black Star』で取り上げ、2020年に公開している。。
2020年には阪急うめだギャラリー・アートステージでフランクミュラーとコラボした展覧会を開いている。
2020年にはICCサミット KYOTO 2020 カタパルト・グランプリで『「愛」の追求で、電子ゴミをアートに変え、世界の貧困解決を目指すアーティスト「MAGO」』と題したプレゼンテーションを行い、優勝している。
2021年1月に株式会社ストライダーズは倉敷ロイヤルアートホテルの地下に同氏の作品を展示する「MAGO GALLERY KURASHIKI」をオープンしている。
2021年現在も持続可能な資本主義を意味する「サステナイブル・キャピタリズム」をスローガンに掲げて、富士製作所などによる後援の元、日本橋の一等地にある雑居ビルの1フロアをアトリエとして使い、創作活動に励んでいる。2021年3月には、個展に安倍昭恵（安倍晋三元総理夫人）が足を運んで記念撮影が公開（https://www.facebook.com/akieabe/posts/10159293880836779）されるなど、人脈も広い。
2022年9月、上野の森美術館で初の美術館での個展「長坂真護展 Still A BLACK STAR」が開催された。

## 書籍
- 君の行動に愛はあるか?（写真: 福田秀世、万年堂出版、2020年）[22]